# E3 Harelbeke 2015
L'E3 Harelbeke 2015 va ser la 58a edició de l'E3 Harelbeke. La cursa es disputà el divendres 27 de març de 2015 sobre una distància de 215,3 quilòmetres, amb inici i final a Harelbeke. Aquesta fou la sisena prova de l'UCI World Tour 2015. La victòria final fou pel gal·lès Geraint Thomas (Team Sky), que s'imposà en solitari després d'atacar en els darrers quilòmetres als seus dos companys d'escapada. Vint-i-cinc segons rere seu arribà el txec Zdeněk Štybar (Etixx-Quick Step) i a trenta-vuit segons l'italià Matteo Trentin, company d'equip de Štybar, que donà temps al grup principal.
Dels diversos corredors que es van veure implicats en les nombroses caigudes, el més perjudicat fou Fabian Cancellara (Trek Factory Racing) que, amb la fractura de dues vèrtebres de la part baixa de l'esquena, es perdrà la temporada de clàssiques de primavera.

## Equips
En ser l'E3 Harelbeke una prova de l'UCI World Tour, els 17 UCI World Tour són automàticament convidats i obligats a prendre-hi part. A banda, set equips són convidats a prendre-hi part per formar un pilot de 24 equips. El 20 de febrer de 2015 l'organització va acabar de fer públics els set equips convidats, tots de la categoria continental professional.
| Núm.    | Codi | Equip                 |
| ------- | ---- | --------------------- |
| 1-8     | TCS  | Team Tinkoff-Saxo     |
| 11-18   | EQS  | Etixx-Quick Step      |
| 21-28   | LTS  | Lotto Soudal          |
| 31-38   | TFR  | Trek Factory Racing   |
| 41-48   | AST  | Astana Qazaqstan Team |
| 51-58   | BMC  | BMC Racing Team       |
| 61-68   | FDJ  | FDJ                   |
| 71-78   | IAM  | IAM Cycling           |
| 81-88   | LAM  | Lampre-Merida         |
| 91-98   | MOV  | Movistar Team         |
| 101-108 | OGE  | Orica-GreenEDGE       |
| 111-118 | TCG  | Cannondale-Garmin     |

| Núm.    | Codi | Equip                       |
| ------- | ---- | --------------------------- |
| 121-128 | TGA  | Team Giant-Alpecin          |
| 131-138 | KAT  | Team Katusha                |
| 141-148 | TLJ  | Team LottoNL-Jumbo          |
| 151-158 | SKY  | Team Sky                    |
| 161-168 | ALM  | AG2R La Mondiale            |
| 171-178 | TSV  | Topsport Vlaanderen-Baloise |
| 181-188 | WGG  | Wanty-Groupe Gobert         |
| 191-198 | AND  | GW Erco Shimano             |
| 201-208 | MTN  | MTN Qhubeka                 |
| 211-218 | STH  | Southeast                   |
| 221-228 | EUC  | Team Europcar               |
| 231-238 | ROM  | Roompot                     |

## Recorregut

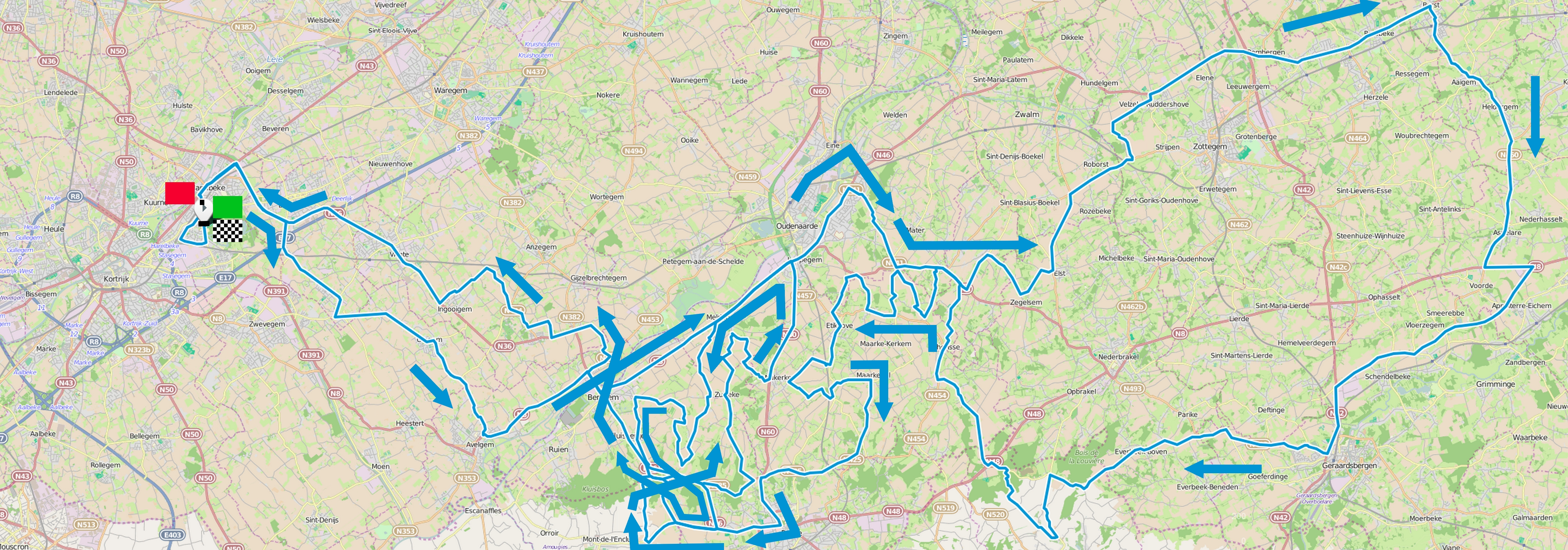
Recorregut de l'edició de 2015

La cursa comença i acaba a Harelbeke. Durant el trajecte els ciclistes hauran de superar un total de 16 cotes, una menys que el 2014. La primera ascensió és el Katteberg, al quilòmetre 32 de cursa, i la darrera el Tiegemberg, a 15 quilòmetres de meta.
| Núm. | Nom            | Km    | Paviment   | Llargada (m) | Pendent mitjana | Pendent màxim |
| ---- | -------------- | ----- | ---------- | ------------ | --------------- | ------------- |
| 1    | Katteberg      | 31,9  | asfalt     | 600          | 6,7%            |               |
| 2    | Leberg         | 41,3  | asfalt     | 700          | 6,1%            | 14%           |
| 3    | La Houppe      | 99,9  | asfalt     | 3.440        | 3,32%           | 10%           |
| 4    | Berg ten Stene | 108,5 | asfalt     | 1.560        | 7,3%            | 17%           |
| 5    | Boigneberg     | 113,1 | asfalt     | 2.180        | 5,8%            | 15%           |
| 6    | Eikenberg      | 117,3 | llambordes | 1.200        | 5,6%            | 11%           |
| 7    | Stationsberg   | 123   | llambordes | 460          | 3,2%            | 5,7%          |
| 8    | Taaienberg     | 127,6 | llambordes | 1.250        | 9,5%            | 18%           |
| 9    | Knokteberg     | 142,6 | asfalt     | 1.530        | 5,3%            | 13,3%         |
| 10   | Hotondberg     | 146,6 | asfalt     | 1.200        | 4%              |               |
| 11   | Rotelenberg    | 155   | asfalt     | 1.110        | 3%              |               |
| 12   | Kapelberg      | 169   | llambordes | 1.260        | 7,14%           | 14%           |
| 13   | Paterberg      | 173,1 | llambordes | 362          | 12%             | 20%           |
| 14   | Oude Kwaremont | 177,3 | llambordes | 2.200        | 4,2%            | 11%           |
| 15   | Karnemelkbeek  | 183,7 | asfalt     | 1.530        | 4,2%            |               |
| 16   | Tiegemberg     | 195,5 | asfalt     | 1.000        | 6,6%            | 9%            |

## Classificació final
|    | Ciclista                 | Equip              | Temps      | Punts UCI |
| -- | ------------------------ | ------------------ | ---------- | --------- |
| 1  | Geraint Thomas (GBR)     | Team Sky           | 5h 15' 00" | 80        |
| 2  | Zdeněk Štybar (CZE)      | Etixx-Quick Step   | + 25"      | 60        |
| 3  | Matteo Trentin (ITA)     | Etixx-Quick Step   | + 38"      | 50        |
| 4  | Alexander Kristoff (NOR) | Team Katusha       | + 38"      | 40        |
| 5  | Sep Vanmarcke (BEL)      | Team LottoNL-Jumbo | + 38"      | 30        |
| 6  | Matti Breschel (DEN)     | Team Tinkoff-Saxo  | + 38"      | 22        |
| 7  | Jurgen Roelandts (BEL)   | Lotto Soudal       | + 38"      | 14        |
| 8  | Jack Bauer (NZL)         | Cannondale-Garmin  | + 38"      | 10        |
| 9  | Jens Keukeleire (BEL)    | Orica-GreenEDGE    | + 38"      | 6         |
| 10 | Daniel Oss (ITA)         | BMC Racing Team    | + 38"      | 2         |